# Léon Bouly
Léon Guillaume Bouly (1872-1932) fue un inventor francés que creó el término «cinematógrafo».

## Invenciones
Léon Bouly, después de experimentar en el ámbito de la cronofotografia, en 1892, invirtió en una patente para un aparato que denominó "Cinematógrafo" y que, según él, era capaz de grabar automáticamente y sin interrupciones una serie de negativos en movimiento. En este aparato, la película era arrastrada por un rodillo y parada intermitentemente por un interruptor.
El 27 de diciembre de 1893, Bouly depositó una segunda patente por una nueva versión de su aparato que ahora era capaz no solo de grabar imágenes, sino también de proyectarlas. Este nuevo "Cinematógrafo" utilizaba una delicada película sin perforaciones que, en un principio, no permitirían una proyección estable. Sin embargo, no existe ningún artículo o documento de la época que atestigüe de ninguna proyección exitosa llevada a cabo con este aparato. Hoy en día, se conservan dos ejemplares al Conservatoire National des Artes te Métiers en París, pero su funcionamiento tampoco ha podido ser demostrado nunca.
En 1894, Bouly no fue capaz de seguir pagando su patente y el término de "cinematógrafo" quedó libre otra vez, de lo cual los Hermanos Lumière se aprovecharon al comprar los derechos del dispositivo y el nombre, el cual aplicaron a su propio aparato en 1895, el Cinematógrafo que hoy en día todos conocemos.